# Línea 136 (Montevideo)
La línea 136 fue una línea urbana de Montevideo, que unía la Aduana con  Paso de la Arena en modalidad de circuito.

## Historia
Fue creada en 1962 por la Compañía Uruguaya del Transporte Colectivo, y suprimida el 27 de mayo de 2005 a consecuencia de la inauguración de la Terminal del Cerro, siendo sustituida por la línea L6.

## Recorrido
| Ida - Juan Lindolfo Cuestas - Buenos Aires - Liniers - San José - Andes - Mercedes - Avenida General Rondeau - Gral. Caraballo - Avenida Agraciada - San Quintín - Juan B. Pandiani - Avenida Carlos María Ramírez - Federico Capurro - Camino de las Tropas - Samuel Lafone - Lucio Rodríguez - Cno. Paso de la Boyada - Camino Cibils - Avenida Luis Batlle Berres - (Terminal Paso de la Arena) | Vuelta - (Terminal Paso de la Arena) - Avenida Luis Batlle Berres - Camino Tomkinson - Camino Cibils - Los Nogales - Francisco de Goya - Los Cedros - Jacarandá - Maracaná - Calle 3 - Primera al Norte - Camino Cibils - Camino Al Paso de la Boyada - Lucio Rodríguez - Samuel Lafone - Camino de las Tropas - Federico Capurro - Filipinas - Avenida Carlos Maria Ramírez - Egipto - Japón - Avenida Carlos Maria Ramírez - Avenida Agraciada - Paraguay - Avenida del Libertador - Avenida Uruguay - 25 de Mayo - Juncal - Cerrito - Juan Lindolfo Cuestas |